# 哈特基 (莫斯季斯卡市鎮)
49°44′13″N 23°11′21″E / 49.73694°N 23.18917°E
哈特基（羅馬化：Khatky）是烏克蘭西部的村莊，隸屬利維夫州的亞沃里夫區。該村始建於1940年，面積0.15平方公里，海拔高度239米，2001年人口117，人口密度每平方公里769.74人。